# حمد غلوم
حمد جاسم غلوم (مواليد 6 يونيو 2000) لاعب كرة قدم إماراتي يجيد اللعب في الظهير الأيمن لعب سابقاً مع نادي النصر في دوري الخليج العربي الإماراتي.